# Могорелла
Могорелла (итал. Mogorella) — коммуна в Италии, располагается в регионе Сардиния, в провинции Ористано.
Население составляет 457 человек (2008 г.), плотность населения составляет 27 чел./км². Занимает площадь 17 км². Почтовый индекс — 9080. Телефонный код — 0783.
Покровителем коммуны почитается святой мученик Лаврентий, празднование 10 августа.

## Демография
Динамика населения:

## Администрация коммуны
- Официальный сайт: https://web.archive.org/web/20060808011005/http://www.comunedimogorella.it/